# Sorghastrum nudipes
Sorghastrum nudipes är en gräsart som beskrevs av George Valentine Nash. Sorghastrum nudipes ingår i släktet Sorghastrum och familjen gräs. Inga underarter finns listade i Catalogue of Life.